# Monica Bergamelli
Pour les articles homonymes, voir Bergamelli.
Monica Bergamelli, née le 24 mai 1984 à Alzano Lombardo, est une gymnaste artistique italienne.

## Palmarès

### Championnats d'Europe
- Patras 2002
  -  médaille de bronze au concours par équipes
- Volos 2006
  -  médaille d'or au concours par équipes